# Lista de ilhas do Japão

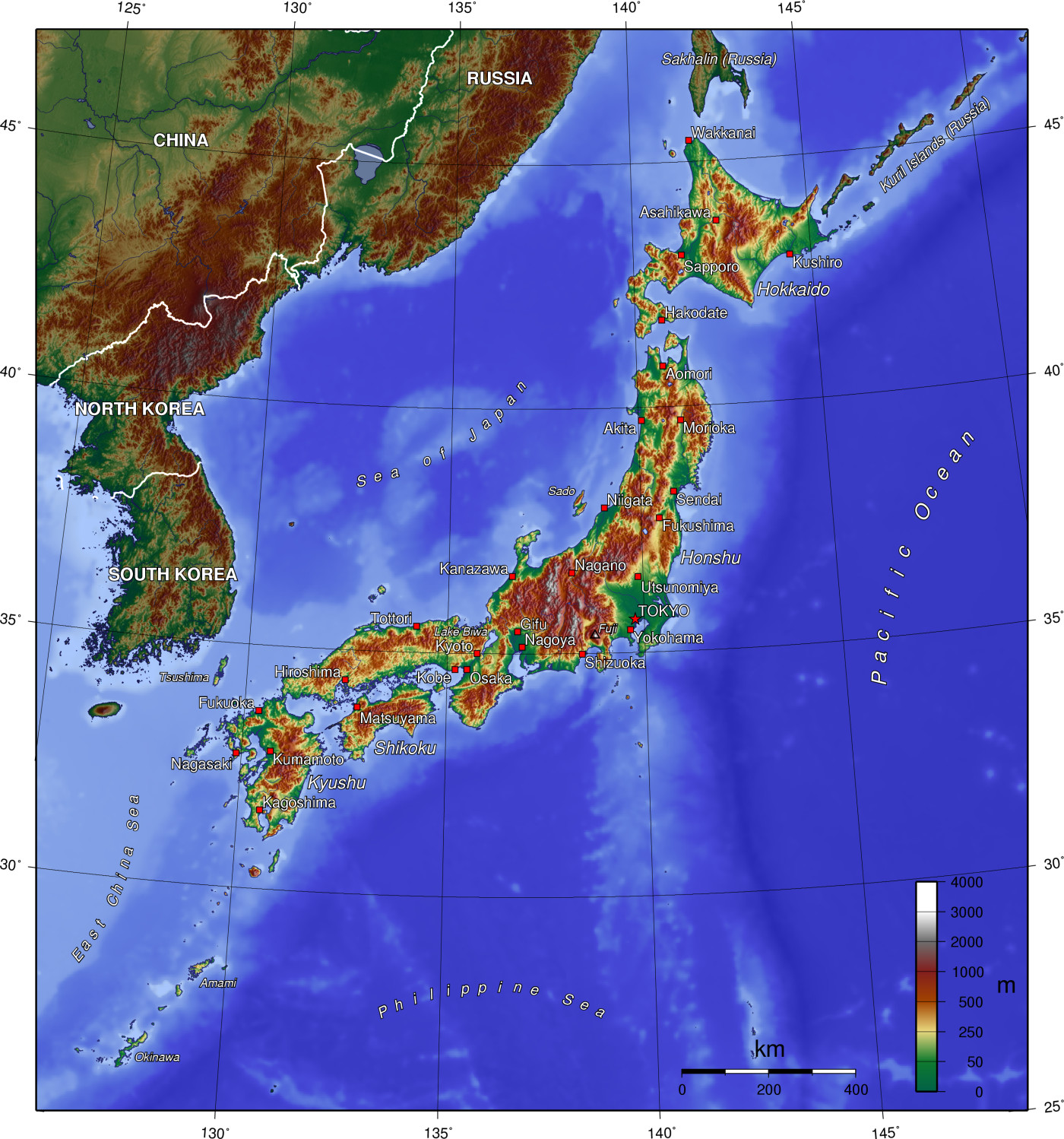
Mapa topográfico do arquipélago nipónico

## Ilhas principais
O Japão é um país-arquipélago que compreende, basicamente, cinco ilhas principais. São elas:
| Mappa | Nome     | Superficie (km²) |
| ----- | -------- | ---------------- |
|       | Hokkaidō | 77.984,86        |
|       | Honshū   | 227.976,10       |
|       | Shikoku  | 18.301,17        |
|       | Kyūshū   | 36.753,00        |
|       | Okinawa  | 1,206.99         |

## Ilhas menores
O Japão tem cerca de 6000 ilhas no total e 426 destas são habitadas. Entre estas também figuram ilhas disputadas, ilhas que surgem com a maré baixa e ilhas artificiais com no mínimo 0,1 km².

### Ilhas do norte
No extremo norte do Japão, existem 4 ilhas disputadas com a Rússia, no denominado conflito das Ilhas Curilhas. São elas:
| Imagem | Ilha      | Área     |
| ------ | --------- | -------- |
|        | Etorofu   | 3139 km² |
|        | Habomai   | 51 km²   |
|        | Kunashiri | 1490 km² |
|        | Shikotan  | 225 km²  |

### Hokkaido
| Imagem | Ilha           | Área       |
| ------ | -------------- | ---------- |
|        | Ilha Kamome    | 2.6 km²    |
|        | Ilha Okushiri  | 142.97 km² |
|        | Ilha Yagishiri | 5.21 km²   |
|        | Ilha Teuri     |            |
|        | Ilha Rebun     |            |
|        | Ilha Rishiri   |            |
|        | Ilha Ooshima   |            |
|        | Ilha Kojima    |            |

### Ilhas na região de Honshu noMar do Japão
| Imagem | Ilha                                                                     | Área |
| ------ | ------------------------------------------------------------------------ | ---- |
|        | Rochedos de Liancourt (Takeshima/Dokdo) - disputadas com a Coreia do Sul |      |
|        | Ilha Oki                                                                 |      |
|        | Ilha Sado                                                                |      |
|        | Ilha Todo                                                                |      |
|        | Mitsukejima                                                              |      |

### Ilhas naBaía de Tóquio(artificiais)
- Yume No Shima
- Odaiba
- Saru Island (natural)
- Ilha Heiwa (ja:平和島)
- Showa Island (ja:昭和島)
- Ilha Keihin (ja:京浜島)
- Aeroporto Internacional de Tóquio
- Katsushima (ja:勝島)
- Hakkeijima (ja:横浜・八景島シーパラダイス)
- Higashi Ogijima (ja:東扇島)

### Ilhas noOceano Pacífico
- Ilhas Izu
  - Aogashima
  - Hachijō
  - Izu Ōshima
  - Kozushima
  - Miyakejima
  - Mikurajima
  - Niijima
  - Shikinejima
  - Ilha Toshima
  - Torishima (Ilhas Izu)
- Ilhas Ogasawara
  - Chichi-jima
  - Haha-jima
  - Iwo Jima
  - Minami Torishima (Ilhas Marcus)
  - Okino Torishima (Parece Vela)
- Enoshima

### Ilhas em volta de Kyūshū
A maioria destas estão do Mar da China Oriental.
- Hiroshima
- Amakusa
- Ilhas Gotō
- Ilha Hirado
- Ilha Hashima
- Ilha Iki
- Ilhas Koshikijima
- Ilhas Tsushima

### Ilhas Nansei (Ryūkyū)

#### Ilhas de Satsunan

##### Ilhas Ōsumi
Parte nordeste:
- Tanegashima
- Yakushima
- Kuchinoerabujima
- Mageshima

Parte noroeste:
- Takeshima
- Iojima
- Kuroshima

##### Ilhas Tokara
Shichi-tō:
- Kuchinoshima
- Nakanoshima
- Gajajima
- Suwanosejima
- Akusekijima
- Tairajima
- Kodakarajima
- Takarajima

##### Ilhas Amami
- Amami Ōshima
- Kikaigashima
- Kakeromajima
- Yoroshima
- Ukeshima
- Tokunoshima
- Okinoerabujima
- Yoronjima

#### Ryūkyū Shotō

##### Ilhas Okinawa
Parte central:
- Okinawa (Okinawan principal, Okinawa hontō)
- Kumejima
- Iheyajima
- Izenajima
- Agunijima
- Iejima
- Iwo Tori Shima (Iōtorishima)
- Ilhas Kerama:
  - Tokashikijima
  - Zamamijima
  - Akajima
  - Gerumajima
- Ilhas Daito:
  - Kita daitō
  - Minami daitō
  - Oki Daitō

##### Ilhas de Sakishima
- Ilhas Miyako:
  - Miyakojima
  - Ikema
  - Ogami
  - Irabu
  - Shimoji
  - Kurima
  - Minna
  - Tarama
- Ilhas Yaeyama:
  - Iriomote
  - Ishigaki
  - Taketomi
  - Kohamajima
  - Kuroshima
  - Aragusuku
  - Hatoma
  - Yubujima
  - Hateruma
  - Yonaguni
- Ilhas Senkaku (disputadas com a República Popular da China e Formosa):
  - Uotsurijima
  - Kuba Jima
  - Taisho Jima
  - Kita Kojima
  - Minami Kojima

### Ilhas noMar Interior
- Ilhas Kasaoka:
  - Ilha Takashima (Okayama)
  - Ilha Shiraishi
  - Ilha Kitagi
  - Ilha Obishi
  - Ilha Kobi
  - Ilha Manabe
  - Ilha Mushima (Okayama)
- Ilhas Shiwaku
- Awaji
- Etajima
- Itsukushima (Miyajima)
- Shōdoshima
- Suō-Ōshima (Yamaguchi)

### Ilhas dentro de lagos
- Ilha Daikon
- Bentenjima no Lago Toya
- Bentenjima no Lago Hamana

### Outras ilhas artificiais
- Aeroporto Internacional de Chūbu Centrair
- Dejima
- Aeroporto Internacional de Kansai
- Aeroporto de Kobe
- Ilha Port
- Ilha Rokko
- Aeroporto de New Kitakyushu